# ウェックスフォード (ペンシルベニア州)
ウェックスフォード（英語: Wexford）は、アメリカ合衆国ペンシルバニア州のアレゲニー郡における非法人地域である。ウェックスフォードと呼ばれている地域は、フランクリン・パーク、マクキャンドレス、パイン・タウンシップ、およびマーシャル・タウンシップなどの複数の基礎自治体に分かれている。ウェックスフォードの名称は、アイルランドのウェックスフォード県にちなんで命名された。
ウェックスフォードには中流および上流階級の人々が比較的多く居住している。商業面では、多種にわたる企業チェーン店、自動車ディーラー、そして多くの中小規模の店舗が存在し、これらはウェックスフォード・フラットと呼ばれる地域の幹線道路であるU.S.19号線沿いに集中している。
ペンシルバニア州で最もレベルの高いハイスクールの一つとされるノース・アレゲニー・シニア・ハイスクールもウェックスフォードに存在する。また、これ以外にもパイン・リッチランド・ハイスクールやヴィンセンシャン・アカデミーなどが存在する。
ウェックスフォードは正式には町ではない（郵便番号により指定されるピッツバーグ郊外の一地域）が、雑誌『マネー』に28番目に住みやすい地域として紹介された。ウェックスフォードには、豊富な資金をもつ大規模な公立ハイスクールであるノース・アレゲニー・ハイスクール、多くのビジネス組織、そして多くの教会が（特にウェックスフォード・フラットと呼ばれる地域に）存在する。このためウェックスフォードは、ピッツバーグ市域中の単なる一郊外地域というより、確固とした性格を有する共同体であると言える。
ウェックスフォードはノース公園およびノース公園湖に隣接している。ここには多くのハイキングおよび自転車用コース、湖の周囲5マイルにわたる舗装されたジョギング用コース、多くの野外イベント会場、屋外スケート・リンク、ゴルフ・コース、ドッグ・パーク、さらにいくつものレストランや店が存在する。湖では現在工事が行われており（水底の泥さらい、湖沿岸の改装など）、2012年に完成予定である。
ウェックスフォードは人口の増加している共同体であり、地域の内部はより小さい区域に分かれる傾向にあると同時に、近隣に住宅が増加する傾向にもある。ここ数年の劇的な人口増加を踏まえ、さらに今後への対応策として、アレゲニー郡は居住地域の中心を横断する19号線を改装せざるを得なくなった。これは現在進行中のプロジェクトであり、2012年に完成予定とされている。交通量が多く脇道へ曲がることが困難なため、片側二車線の四車線道路で事故が多い。このため改装プロジェクトの一環として、道路の中心に左折または右折用の車線をもう一本作ることが予定されている。これはノース・アレゲニー・シニア・ハイスクールからチャーチ・ロードまで行われる予定である。

## 過去に在住（または在住中）の著名人
- クリスティーナ・アギレラ - 歌手。ポップ・カルチャーの象徴的存在。二歳から高校時代までをウェックスフォードで過ごしている。
- リチャード・ロッシ（英語版） - 作家。伝記映画『エイミー・センプル・マクファーソン』の監督。ノース・アレゲニー・ハイスクールを卒業している。
- チャーリー・バッチ - ピッツバーグ・スティーラーズのクォーターバック。
- ジェームズ・ハリソン - ピッツバーグ・スティーラーズのラインバッカー。
- ジュリー・ボローニャ（英語版） - WPXIの気象学者。
- フランク・ニコテロ（英語版） - コメディアン。
- ブラドリー C.リブゼイ（英語版） - カーネギー自然史博物館の鳥類学者。
- サイ・ハンガーフォード（英語版） - 『ピッツバーグ・ポスト・ガゼット』誌で長年活躍している時事漫画家。